# GI 베이비

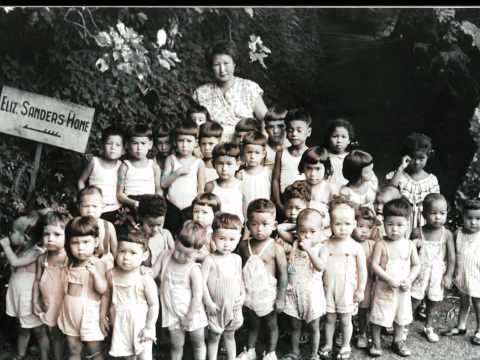
가나가와현 엘리자베스 선더스 홈에 맡겨진 GI 베이비들 (1950년 촬영)

GI 베이비(일본어: GIベビー 지아이 베비[*])는 제2차 세계 대전 이후 연합국 점령하의 일본에서 연합국의 군인(주로 미군, 영국군)과 일본인 여성 사이에서 태어난 혼혈아들을 일컫는다. 혼혈 고아(混血孤児)라고도 불렸다.

## 배경

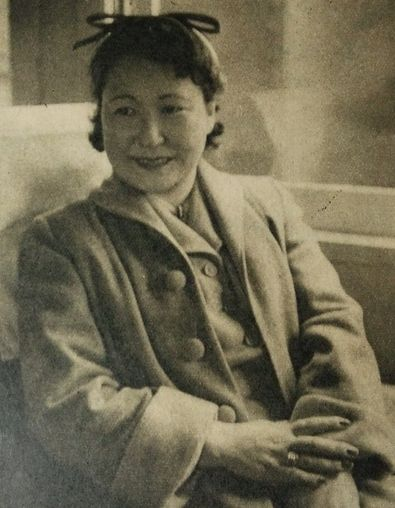
사와다 미키(1901 ~ 1980)
----엘리자베스 선더스 홈의 설립자

GI 베이비에서 'GI(지아이)'란 미군을 지칭하는 속어 G.I.에서 유래되었다. 연합국 점령하의 일본에서 강간이나 매춘, 자유 연애등 다양한 이유로 미군과 일본인 여성 사이에서 태어난 아이들을 총칭하며, 양육 곤란등을 이유로 부모로부터 버려져 대개 고아로 성장하였다.
이들의 존재가 사회 문제가 되자, 미쓰비시 그룹의 창업자인 이와사키 야타로의 손녀 사와다 미키(沢田美喜)가 가나가와현 나카군 오이소정에 아동보호시설인 엘리자베스 선더스 홈을 설립하여 부모에게 버려진 GI 베이비들을 수용하였다. 이들은 일본에서 자라거나 미국의 가정으로 입양되었다.

## 통계
일본 후생성이 1953년 발표한 일본 국내의 GI 베이비의 수는 4972명이었는데, 이중 시설에 수용된 아이는 472명이고, 84%가 백인 아버지에게서 태어났으며 친아버지를 인지한 경우는 77%였다. 한편 엘리자베스 선더스 홈의 설립자인 사와다 미키는 GI 베이비의 숫자가 20만명에 육박한다고 주장하였다. 펄 S. 벅 재단의 조사에서는 일본 내의 GI 베이비들의 수를 2~3만명으로 보았다.
일본 정부는 1959년부터 혼혈아들에 대한 통계 조사를 중지하여, GI 베이비들의 정확한 숫자를 파악하는 것은 어렵다.

## GI 베이비로 태어난 유명인
- 기누가사 사치오(1947 ~ 2018) : 야구 선수, 야구 해설가 및 평론가
- 쿠사카리 마사오(1952 ~ ) : 배우
- 다마키 데니(1959 ~ ) : 정치가. 오키나와현 지사
- 아유카와 마코토(1948 ~ ) : 음악가
- 이즈미 아키(1950 ~ ) : 배우
- 카시아스 나이토(1949~ ) : 복싱 선수
- 야마구치 후지오(1949 ~ 2013) : 뮤지션
- 니시카와 헬렌(1946 ~ ) : 배우
- 조 야마나카(1946 ~ 2011) : 가수
- 야마모토 린다(1951 ~ ) : 가수, 배우
- 준 아리스(1953 ~ 2019) : 배우

## GI 베이비를 다룬 작품
- 소설 《인간의 증명(人間の証明)》 (1975), 모리무라 세이치 作 : 일본에서 여러 차례 드라마로 제작되었으며 2011년 한국에서 방영된 MBC 드라마 로열 패밀리의 원작이다.

### 주해
1. ↑  '지.아이.조' 에서도 용례를 찾아볼 수 있다.